# Sacro calice

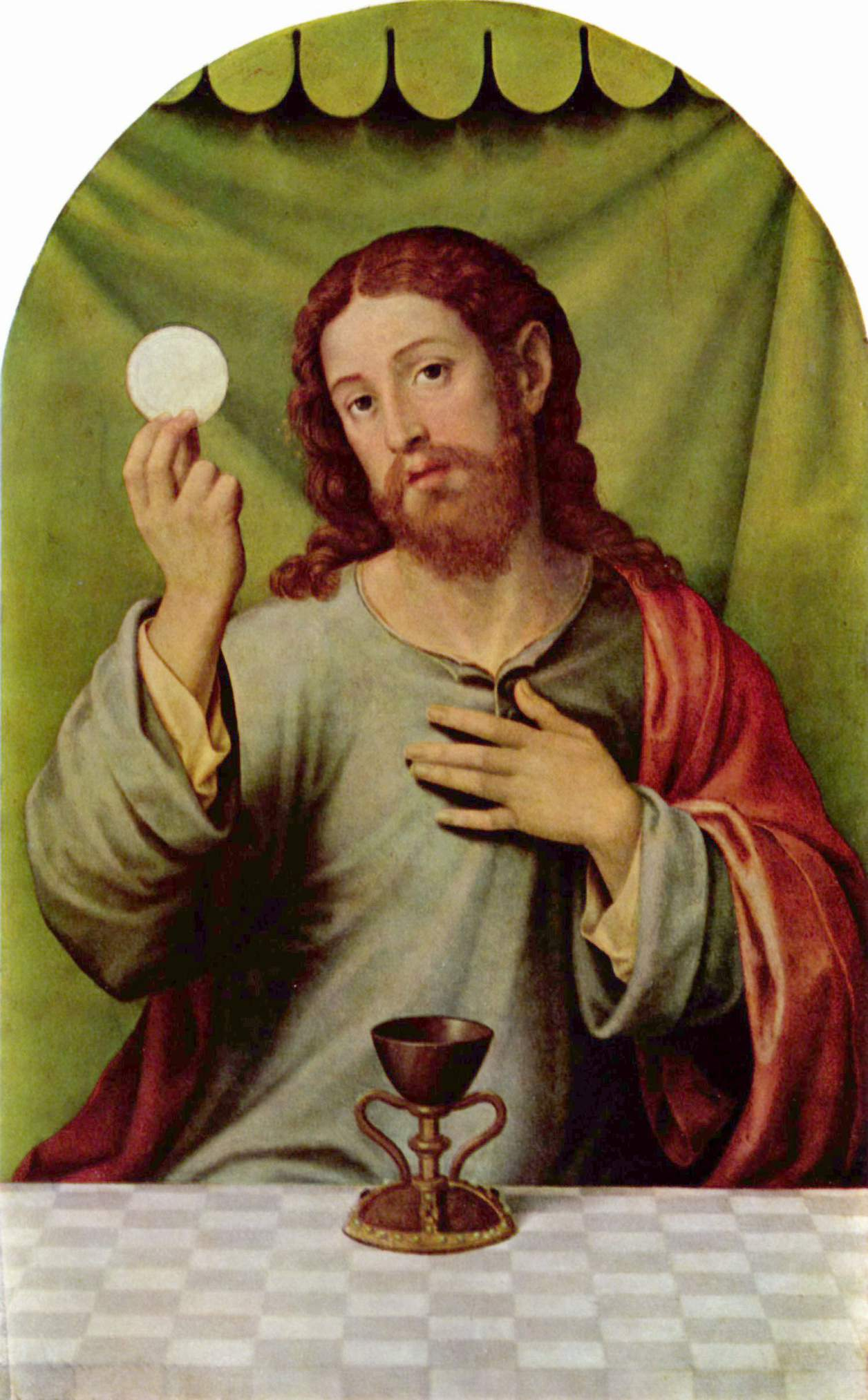
Cristo eucaristico di Juan de Juanes. Questo dipinto del XVI secolo raffigura il Calice di Valencia

Il Santo Calice, noto anche come Santo Graal, è in alcune tradizioni cristiane il recipiente che Gesù usò durante l'Ultima Cena per condividere il suo sangue. I Vangeli sinottici riferiscono che Gesù condivise un calice di vino con gli Apostoli, dicendo che era l'alleanza nel suo sangue dicendo:
L'uso del vino e del calice nell'Eucaristia nelle chiese cristiane si basa sull'evento dell'Ultima Cena. Verso la fine del XII secolo, l'autore Robert de Boron associò la storia preesistente del Santo Graal, un oggetto magico della letteratura arturiana, al Sacro Calice. Questa associazione continuò in molte successive opere arturiane, tra cui il ciclo Lancillotto-Graal (Vulgata), il ciclo Post-Vulgata e Le Morte d'Arthur di Sir Thomas Malory . Una coppa conservata nella cattedrale spagnola di Valencia è stata identificata fin dal Medioevo come il presunto Calice Santo utilizzato durante l'Ultima Cena.

## Ultima Cena
Il Vangelo di Matteo (26:27-29) dice:
Questo evento, tradizionalmente noto come l'Ultima Cena, è descritto anche dagli evangelisti Marco e Luca, e dall'Apostolo Paolo nella Prima Lettera ai Corinzi. Insieme alla precedente descrizione della frazione del pane, essa costituisce il fondamento dell'Eucaristia o Santa Comunione, celebrata regolarmente in molte chiese cristiane. Tranne che nel contesto dell'Ultima Cena, la Bibbia non menziona il calice e non attribuisce alcun significato all'oggetto in sé. 
San Giovanni Crisostomo (347–407 d.C.) nella sua omelia su Matteo affermava:
Il pellegrino Antonino di Piacenza (570 d.C.) nelle sue descrizioni dei luoghi santi di Gerusalemme, disse di aver visto "il calice di onice, che nostro Signore benedisse nell'ultima cena" tra le tante reliquie esposte nella Basilica eretta da Costantino vicino al Golgota e alla Tomba di Cristo.
Herbert Thurston nella Catholic Encyclopedia (1908) concluse che:
Secondo una tradizione , San Pietro la portò a Roma e la trasmise ai suoi successori (i Papi). Nel 258, quando i cristiani erano perseguitati dall'imperatore Valeriano e i Romani chiesero che le reliquie fossero consegnate al governo, Papa Sisto II consegnò invece la coppa a uno dei suoi diaconi, San Lorenzo, che la consegnò a un soldato spagnolo, Proselio, con l'ordine di portarla in salvo nella patria di Lorenzo, la Spagna.

## Tradizione medievale

### Iconografia

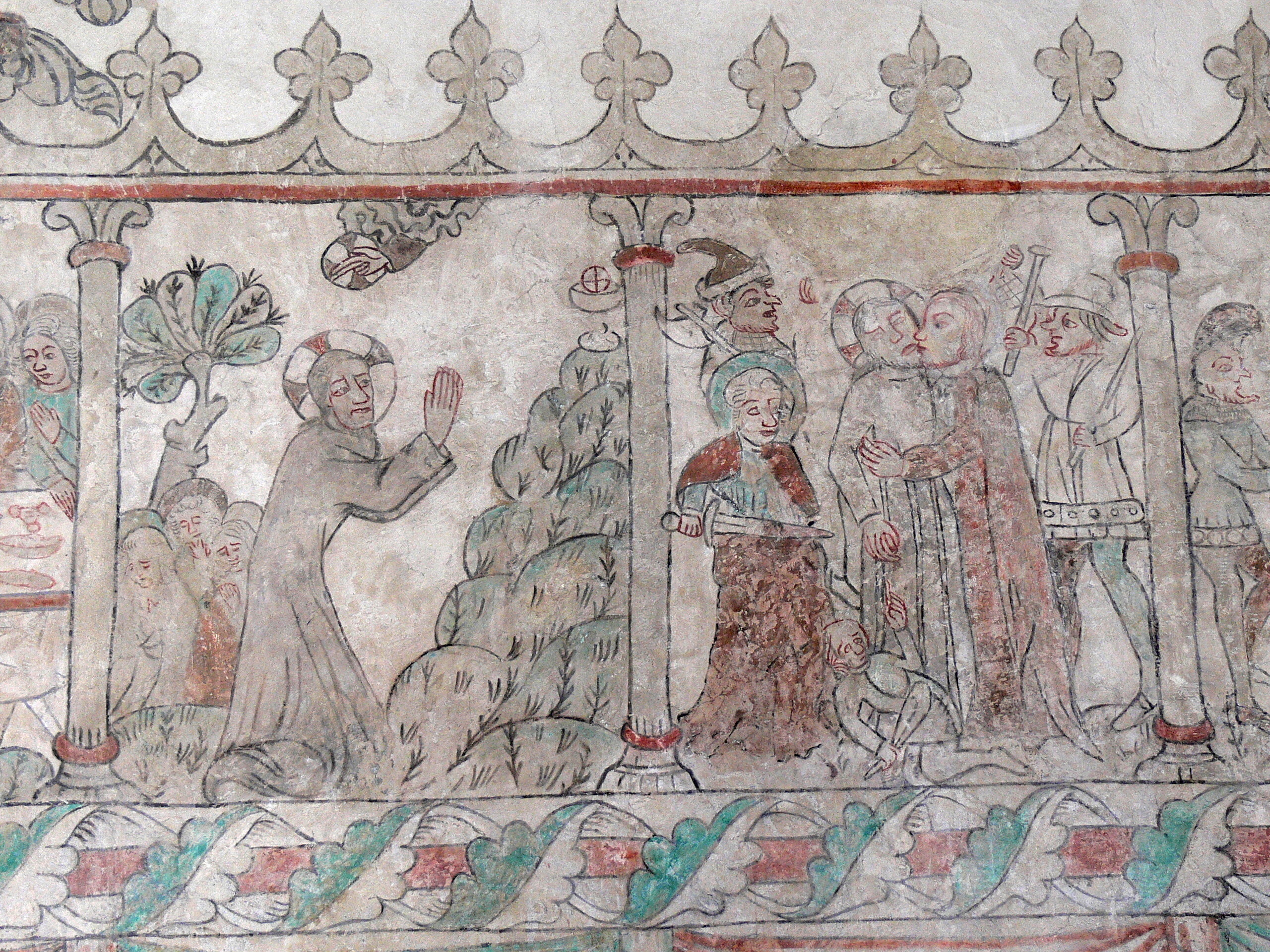
Due episodi del ciclo della Passione della chiesa di Öja, Gotland.

Il significato iconico del Calice crebbe durante l'Alto Medioevo. Le raffigurazioni di Gesù in preghiera nel Giardino del Getsemani, come quella negli affreschi trecenteschi della chiesa di Öja, a Gotland (illustrazione, a destra), mostrano un'apparizione prefigurata del Santo Calice che si erge sulla cima del monte, a illustrare le parole "Che questo calice passi da me". Insieme alla Mano di Dio avvolta dall'aureola e alla figura di Gesù avvolta nell'aureola, l'immagine dell'aureola sopra il calice, come se fosse un'Ostia consacrata, completa la Trinità incarnando lo Spirito Santo.

### Santo Graal
Il Santo Graal compare come manufatto miracoloso nella leggenda arturiana del XII secolo, e viene presto associato al Santo Calice.
Il "Graal" si intrecciò con la leggenda del Santo Calice. Il collegamento del Santo Calice con Giuseppe d'Arimatea risale al Template:Ill di Robert de Boron (fine del XII secolo).  La "leggenda del Graal" più completa del XIII secolo identifica il Santo Graal con il Santo Calice utilizzato nell'Ultima Cena e in seguito utilizzato per raccogliere il sangue di Cristo, portato in Hispania da Giuseppe d'Arimatea.

### Reliquie medievali
Nel racconto di Arculfo, un pellegrino anglosassone del VII secolo, si fa menzione di un calice venerato come quello utilizzato nell'Ultima Cena in una cappella vicino a Gerusalemme. Questa è l'unica menzione della venerazione di una simile reliquia in Terra Santa.
Due manufatti furono rivendicati come il Santo Calice nel cristianesimo occidentale nel tardo Medioevo. Il primo è il "Santo Cáliz", una coppa di agata conservata nella Cattedrale di Valencia, presumibilmente risalente al I secolo d.C. circa, e celebrata da Papa Benedetto XVI nel 2006 come "questo calice famosissimo" (hunc praeclarum Calicem);  Il Sacro Calice di Valencia è l'oggetto più comunemente identificato come candidato al titolo di Santo Graal. Il secondo è il Sacro Catino nella Cattedrale di Genova, un piatto piatto di vetro verde; recuperato da Cesarea nel 1101, non fu identificato come il Santo Calice se non molto più tardi, verso la fine del XIII secolo.

#### Calice di Valencia

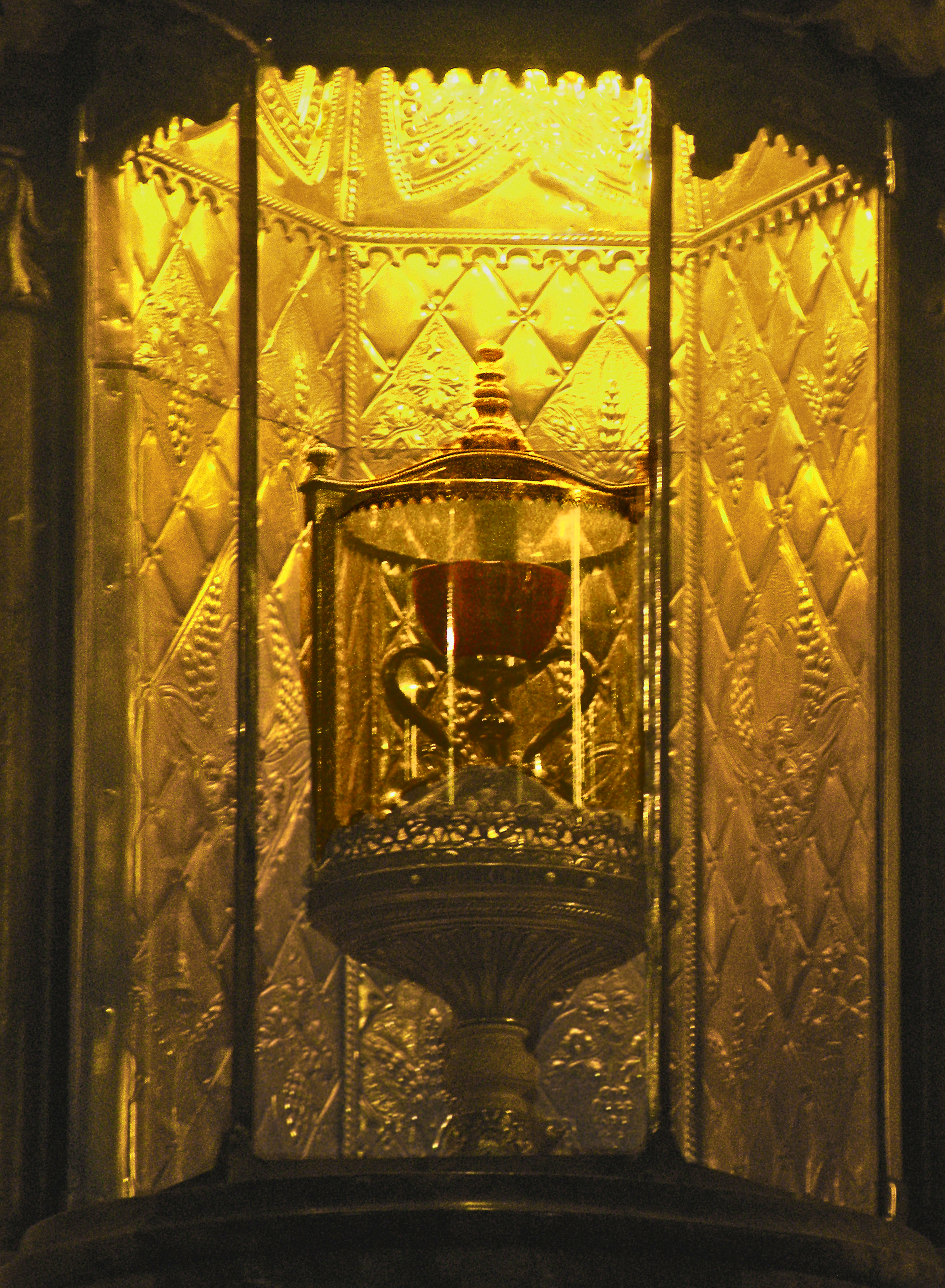
Il Calice di Valencia nella sua cappella nella Cattedrale di Valencia

Il Santo Calice (in spagnolo: Santo Cáliz) è una coppa di agata conservata nella Cattedrale di Valencia. Il calice è comunemente ritenuto il vero Santo Graal utilizzato da Gesù durante l'Ultima Cena ed è conservato in una cappella a lui dedicata, dove ancora oggi attrae fedeli in pellegrinaggio. A quanto pare, al manufatto non sono mai stati attribuiti poteri soprannaturali.
La coppa è realizzata in agata rosso scuro, montata tramite uno stelo nodoso e due manici curvi su una base ricavata da una coppa rovesciata di calcedonio. La coppa in agata ha un diametro di circa 9 centimetri (3,5 pollici) e l'altezza totale, base inclusa, è di circa 17 centimetri (7 pollici). La base, gli steli e i manici sono aggiunte successive, presumibilmente medievali, con la parte inferiore arricchita da un'iscrizione "in stile arabo". La coppa in agata rossa (il calice) fu molto probabilmente prodotta in una bottega levantina o egizia tra il II secolo a.C. e il I secolo d.C.
È conservato insieme a un inventario su pergamena, che si dice abbia accompagnato una lettera perduta che descriveva dettagliatamente la persecuzione dei cristiani da parte dei Romani, sponsorizzata dallo stato, che costrinse la chiesa a dividere il suo tesoro e a nasconderlo ai membri, in particolare al diacono San Lorenzo.
Il primo esplicito riferimento inventariale all'attuale Calice di Valencia si trova in un inventario del tesoro del monastero di San Juan de la Peña redatto da Don Carreras Ramírez, canonico di Saragozza, il 14 dicembre 1134. Il Calice è descritto come il vaso in cui "Cristo Nostro Signore consacrò il suo sangue" (En un arca de marfil está el Cáliz en que Cristo N. Señor consagró su  sangre, el cual envió S. Lorenzo a su patria, Huesca).
Si fa nuovamente riferimento al calice nel 1399, quando fu donato dal monastero di San Juan de la Peña al re Martino d'Aragona in cambio di una coppa d'oro.
Papa Giovanni Paolo II celebrò la Messa con il Santo Calice a Valencia nel novembre 1982, e in quell'occasione lo definì "testimone del passaggio di Cristo sulla Terra". Nel luglio 2006, durante la Messa di chiusura del V Incontro Mondiale delle Famiglie a Valencia, anche Papa Benedetto XVI celebrò la Messa con il Santo Calice, in questa occasione chiamandolo "questo calice celeberrimo" (hunc praeclarum Calicem), parole del Canone Romano che si dice siano state usate dai primi papi a riferirsi al Santo Graal fino al IV secolo a Roma.

#### Catino di Genova

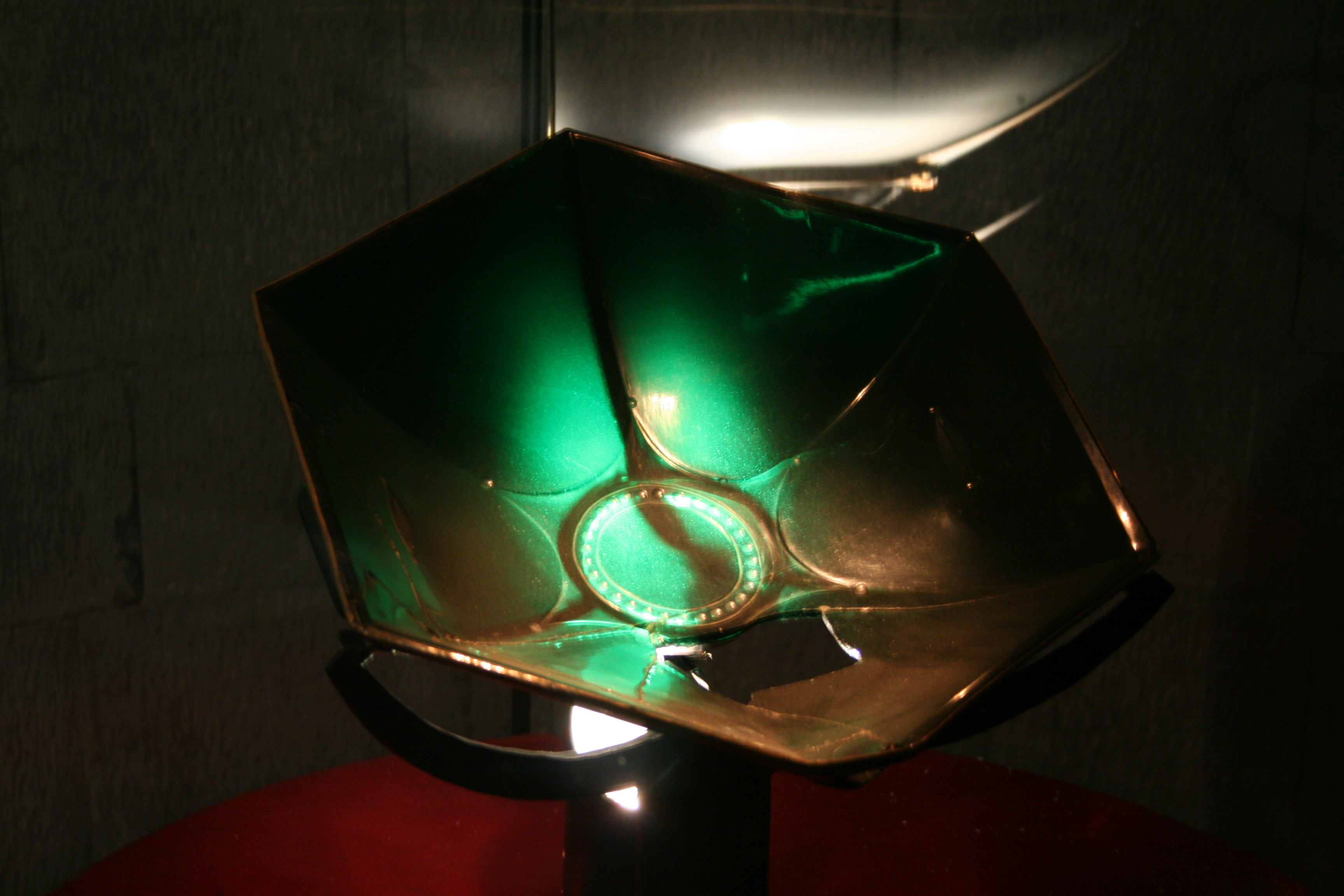
Il Calice di Genova

Il Sacro Catino ("Sacro Catino"), conservato nella Cattedrale di Genova, è un piatto esagonale in vetro verde egiziano, alto circa 9 cm e largo 33 cm.  Fu portato a Genova da Guglielmo Embriaco come parte del bottino della conquista di Cesarea nel 1101. Guglielmo di Tiro (10.16) lo descrive come un "vaso del colore verdissimo, a forma di piatto da portata" (vas coloris viridissimi, in modum parapsidis formatum) che i genovesi pensarono fosse fatto di smeraldo e accettarono come loro parte del bottino.  Guglielmo afferma che ai suoi tempi i genovesi esponevano ancora la coppa, insistendo sulle sue proprietà miracolose dovute al fatto che fosse di smeraldo (Unde et usque hodie transeuntibus per eos magnatibus, vas idem quasi pro miraculo solent ostendere, persuadentes quod vere sit, id quod color esse indicat, smaragdus), il che implicava che lo smeraldo fosse ritenuto dotato di proprietà miracolose nella tradizione medievale, e non che la coppa fosse considerata una reliquia sacra. Il Sacro Catino sarebbe stato in seguito identificato con il Santo Graal. La prima affermazione esplicita in tal senso si trova nel Chronicon di Jacopo da Varazze, scritto negli anni Novanta del XIII secolo. Pedro Tafur, che visitò Genova nel 1436, riferì che il Santo Graal, "fatto di un unico smeraldo", è conservato nella Cattedrale di Genova.
La coppa fu sequestrata e portata a Parigi da Napoleone nel 1805, e subì danni quando fu restituita a Genova nel 1816, occasione in cui fu confermato che era di vetro anziché di smeraldo. Fu oggetto di diversi restauri, nel 1908, nel 1951 e nel 2017. 
Lo studio dell'oggetto condotto durante il periodo di presenza in Francia dall'Accademia delle Scienze dell'Istituto di Francia ha stabilito che si trattava di un cristallo bizantino,  e non di uno smeraldo. Studi moderni lo considerano un manufatto islamico del IX-X secolo. 

## Candidati moderni
Oltre al Santo Calice della Cattedrale di Valencia, che alcuni hanno ritenuto essere il Santo Graal fin dai primi secoli d.C., e che è stato utilizzato dai papi per celebrare la Messa fino ai giorni nostri, numerosi altri manufatti di maggiore o minore importanza sono stati identificati con il "Santo Graal" o "Santo Calice", a partire dalla crescente popolarità della leggenda del Graal nel Romanticismo del XIX secolo.

### Calice di Doña Urraca

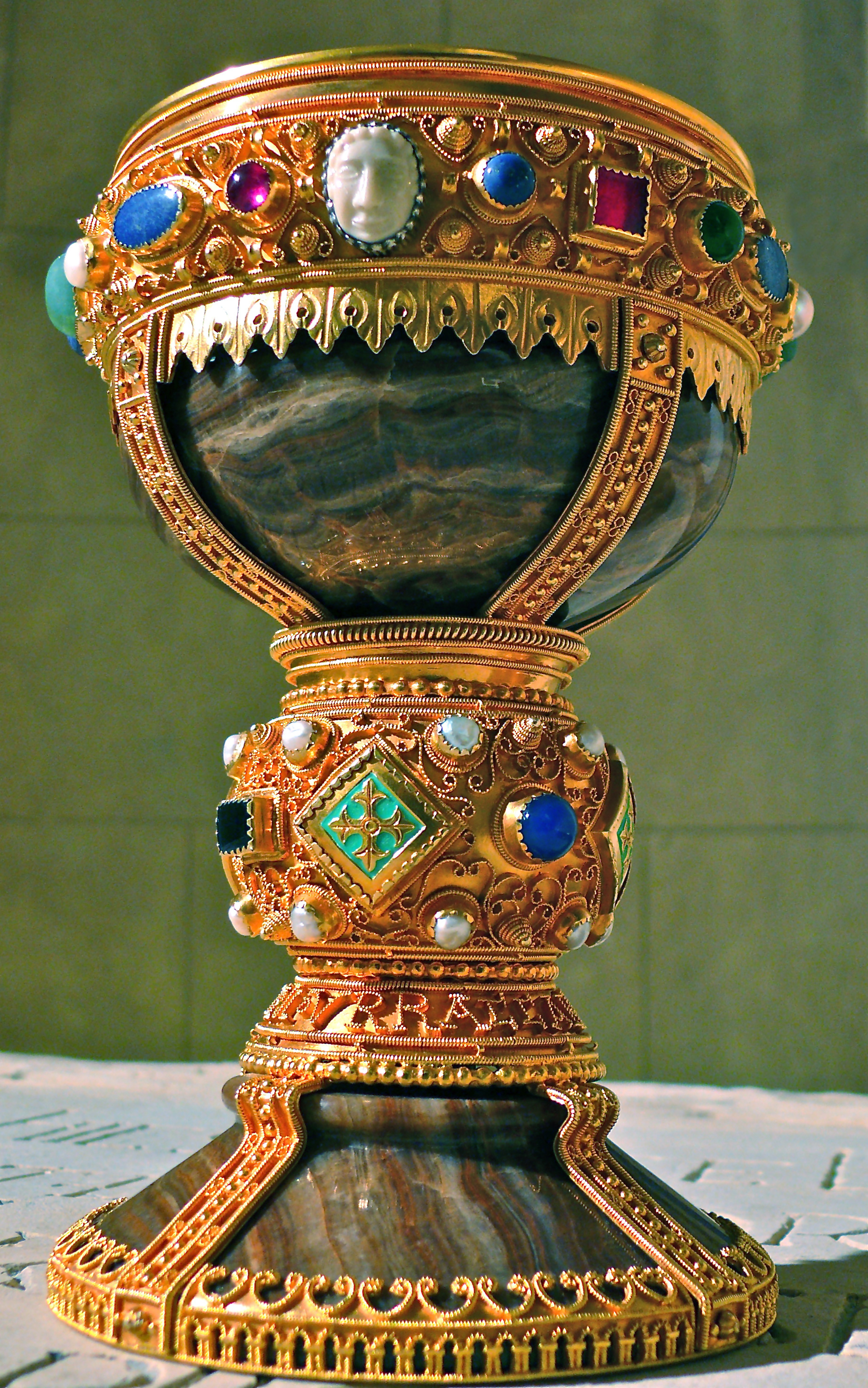
Una replica del Calice di Doña Urraca.

Il Calice di Doña Urraca è un manufatto conservato nella Basilica di Sant'Isidoro a León, Spagna. Il collegamento di questo manufatto al Santo Graal è stato fatto nel libro del 2014 Los Reyes del Grial, che sviluppa l'ipotesi che questo manufatto fosse stato preso dalle truppe egiziane dopo l'invasione di Gerusalemme e il saccheggio della Chiesa del Santo Sepolcro, poi donato dall'emiro d'Egitto all'emiro di Denia, che nell'XI secolo lo donò ai re di León affinché risparmiassero la sua città durante la Reconquista.

### Calice di Antiochia

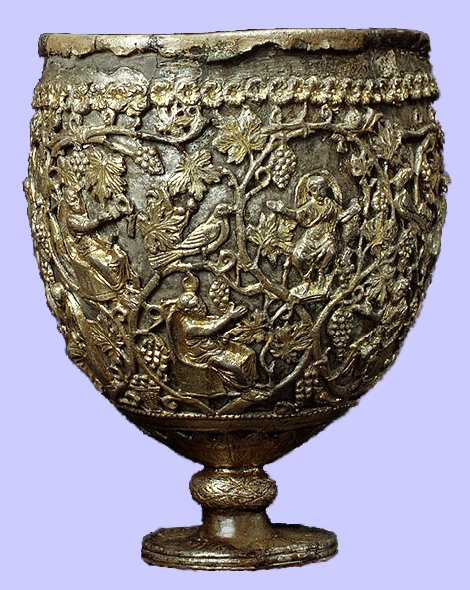
Calice di Antiochia, prima metà del VI secolo, Metropolitan Museum of Art

Questo oggetto in argento dorato è nella collezione del Metropolitan Museum of Art di New York. Apparentemente fu realizzato ad Antiochia all'inizio del VI secolo ed è a doppia coppa, con un guscio esterno in metallo fuso traforato che racchiude una coppa interna in argento semplice.  Quando fu rinvenuto per la prima volta ad Antiochia nel 1910, fu pubblicizzato come il Santo Calice, un'identificazione che il Metropolitan Museum definisce "ambiziosa". Non è più identificato come un calice, essendo stato identificato dagli esperti del Walters Art Museum di Baltimora, nel Maryland, come probabile lampada da terra, in stile del VI secolo.

### Coppa di Nanteos

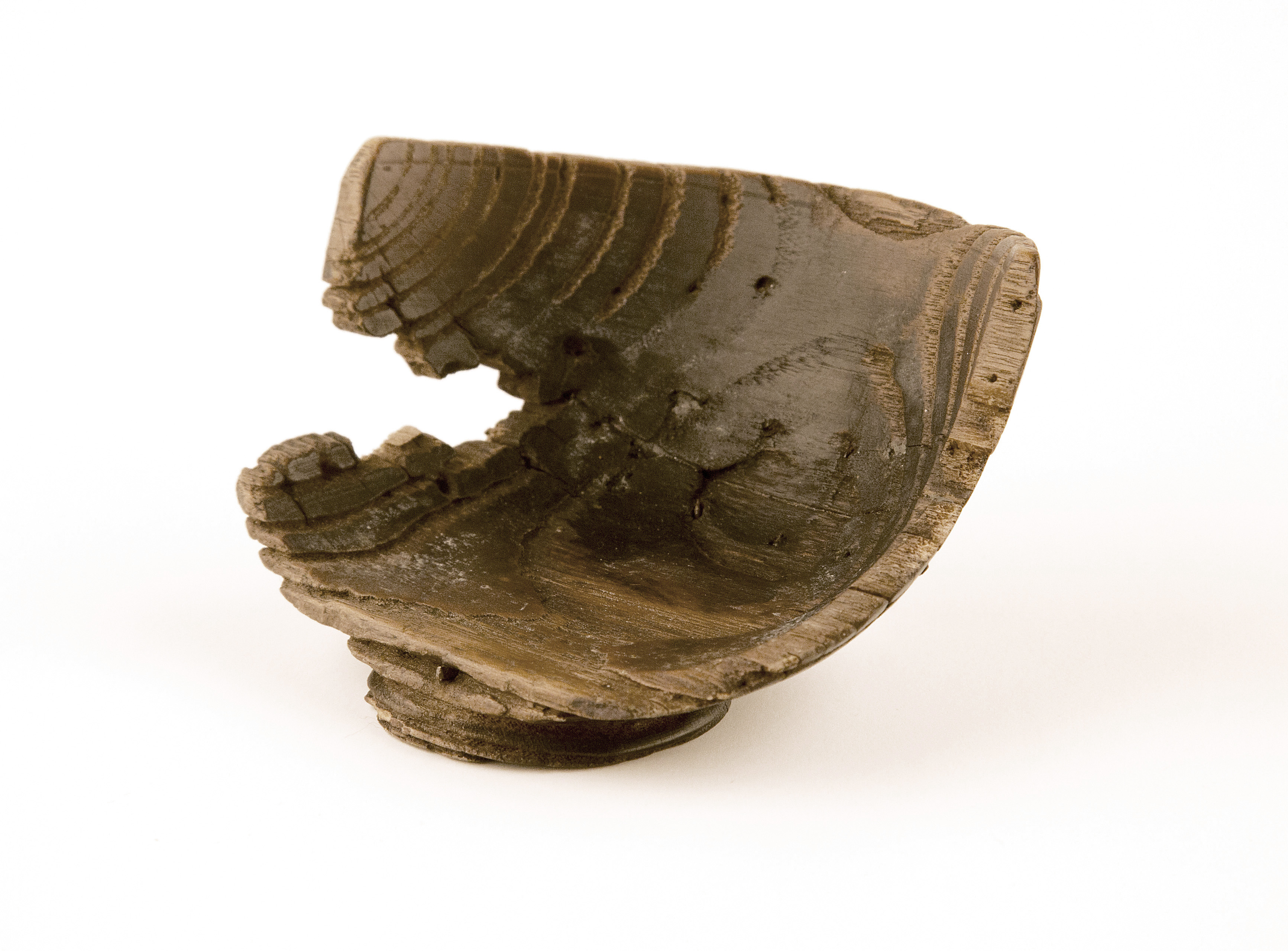
Il frammento della tazza Nanteos

La Coppa di Nanteos è una ciotola medievale in legno mazer, conservata per molti anni a Nanteos Mansion, Rhydyfelin, vicino a Aberystwyth in Galles. Si dice che gli siano stati attribuiti poteri miracolosi di guarigione alla fine del XIX secolo e la tradizione apparentemente sosteneva che fosse stato ricavato da un pezzo della Vera Croce dell'epoca, ma all'inizio del XX secolo venne identificato come il Santo Calice.